# Iglesia de San Martín (Masos de San Martín)

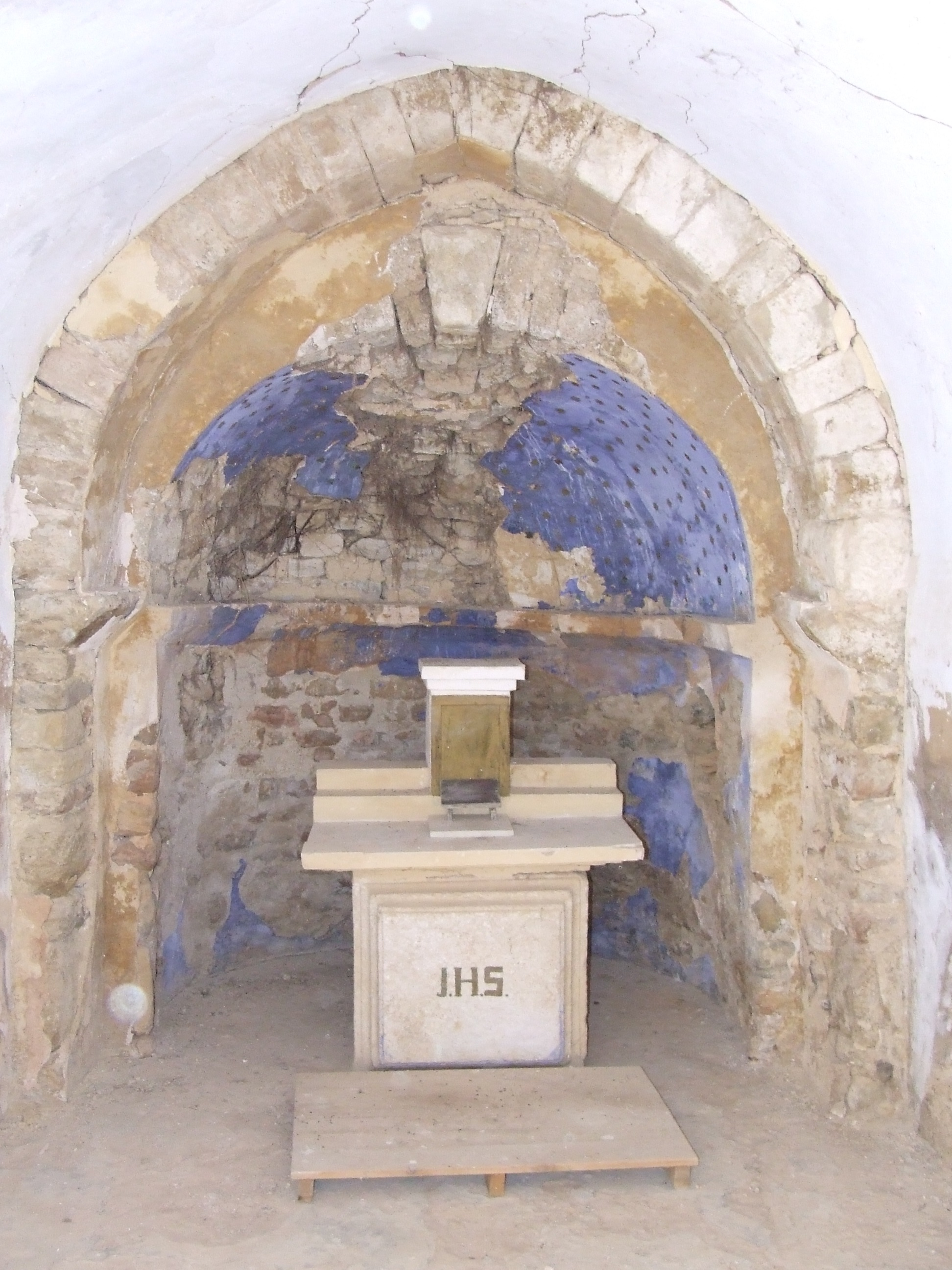
Interior del ábside de la capilla, antes de su restauración.

La iglesia de San Martín es una iglesia románica rural del siglo XII, muy primitiva y sencilla. Se encuentra en el caserío de los Masos de Sant Martí, del antiguo término municipal de Isona y actual de Isona y Conca Dellá.

## Descripción
Es de una sola nave cubierta con bóveda de cañón, con ábside semicircular orientado a levante. El ábside se abre a la nave mediante un sencillo arco apuntado, que marca el espacio presbiterial, apuntado y estrecho. Una simple moldura biselada hace de imposta que sirve de arranque en la bóveda del ábside.
Cerca del ábside, en los muros de la nave, se abren dos hornacinas de poca altura, la función de las cuales no está clara. Podrían haber sido el espacio para dos altares laterales.

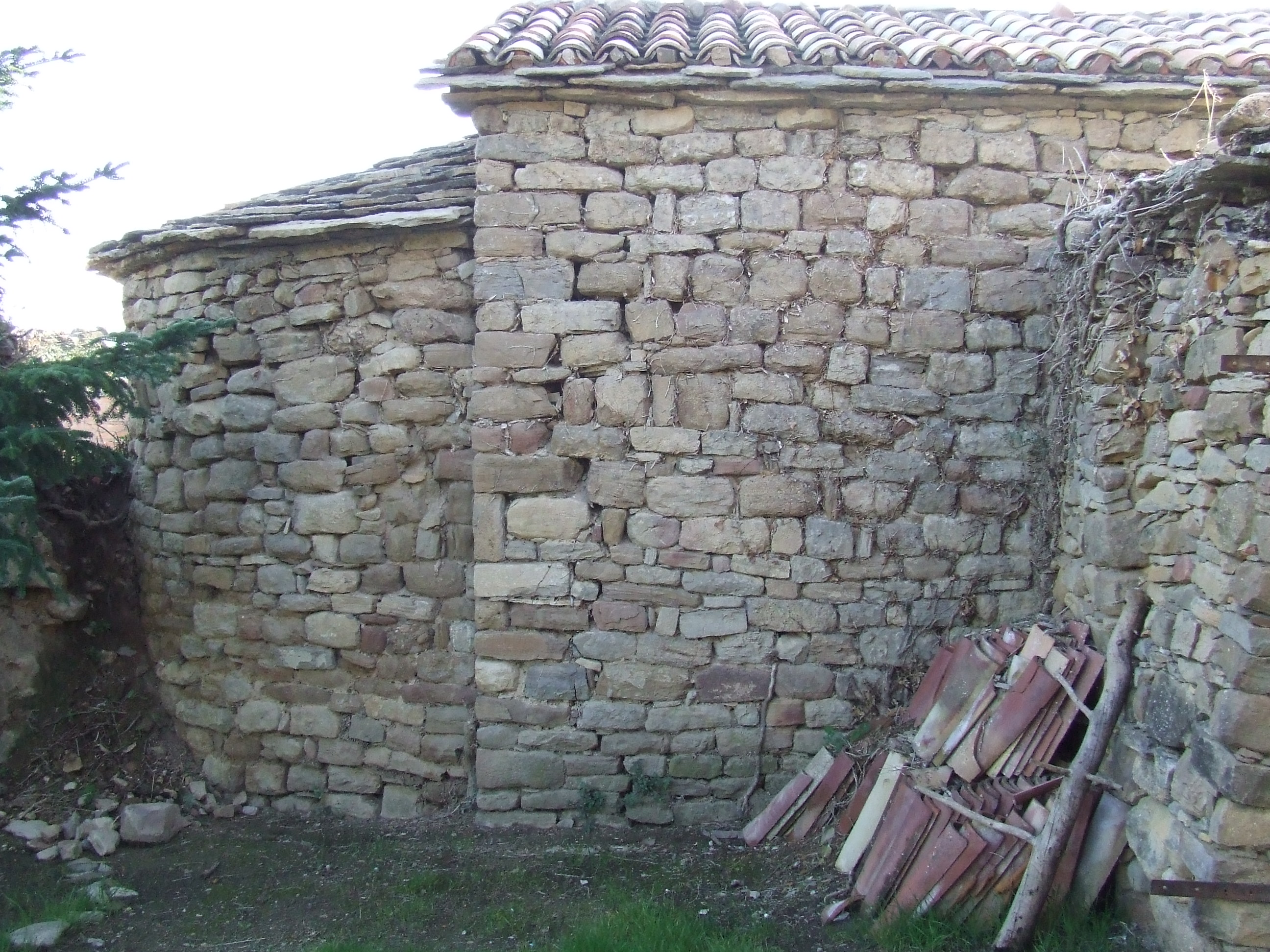
Ábside, por el lado septentrional, de la capilla

La puerta del templo se abre a poniente, a los pies de la nave. Tres contrafuertes sostienen el muro meridional, y cerca del más oriental de los tres se abre la única ventana del conjunto, que da al ábside, es de doble derrame y se abre al sur, aportando así más luz en el interior del templo.
El aparato de la construcción es sencillo e irregular, de carácter claramente rural. Con el paso del tiempo, las reformas del camino que pasa al lado de la fachada sur han hecho que la iglesia fuera progresivamente quedando como enterrada, hasta el punto que la ventana apenas sobresale de la tierra de su lado. Su estructura ha estado recientemente restaurada bajo la iniciativa del Centre d'Estudis d'Isona i Conca Dellà.
No se tienen noticias de esta iglesia, pero podría tratarse de la que se menciona entre las donaciones a Santa Cecilia de Elins con motivo de su consagración. No es seguro, ya que la iglesia que aparece es San Martín in campo lordano.